# Batthyány Lajos (kormányzó)
Németújvári gróf Batthyány Lajos István László Antal Géza (Egyed, Győr vármegye, 1860. július 27. – Polgárdi, 1951. december 27.) Győr megye és város főispánja, fiumei kormányzó, Győr országgyűlési képviselője.

## Élete
Az ősrégi főnemesi gróf németújvári Batthyány család sarja. Apja németújvári gróf Batthyány Géza (1838–1900), Győr vármegye másodalispánja, anyja gróf Batthyány Emanuella (1837–1922) volt. Az apai nagyszülei gróf Batthyány László (1815–1881), földbirtokos, és tolnai gróf Festetics Cölestina (1814–1896), csillagkeresztes és palotahölgy voltak. Az anyai nagyszülei németújvári gróf Batthyány Lajos (1807–1849) államférfi, Magyarország első alkotmányos miniszterelnöke, földbirtokos, valamint zicsi és vásonkeői gróf Zichy Antónia (1816–1888) voltak.
Jogi tanulmányait Budapesten, Berlinben és Párizsban végezte. Eleinte diplomáciai pályára készült, ezzel a tervével azonban később felhagyott. 1882-ben feleségül vette csíkszentkirályi és krasznahorkai gróf Andrássy Ilonát, id. Andrássy Gyula gróf egyetlen lányát.
Az ikervári uradalmat mintagazdasággá fejlesztette. Az uralkodó őt nevezte ki főispánnak, 1883. december 1-jén, miután gr. Khuen-Héderváry Károly, Győr vármegye és város főispánja Horvátország bánja lett. Batthyány eréllyel, ugyanakkor megfelelő tapintattal számolta fel a nagy városházi anomáliákat, Zechmeister Károly nagyra törő városfejlesztési terveit teljes mértékben támogatta. Fontos szerepe volt Győr ipari nagyvárossá válásában is, pártolta a győri vízvezeték építését, s számos urbanizációs kezdeményezés indítványozója volt a Győri Szépítő Egylet elnökeként. Mint lokálpatrióta, megszerette a várost, így polgárság körében is kivívta tiszteletét és népszerűségét. Abban, hogy 1892-ben Fiume kormányzójává nevezték ki, eredményes győri munkálkodása is nagyban közrejátszott. Tisztségéről 1896 őszén lemondott, ugyanezen évben Győr a város országgyűlési képviselőjévé választották. 1894 februárjában a város díszpolgárává avatták. Munkásságának elismeréseként császári és királyi kamarás valamint belső titkos tanácsos lett. 1901-ben Fiume országgyűlési képviselője lett. 1892. március 7 és 1896. október 2 között Fiume magyar kormányzója. 1904-ben ifj. Andrássy Gyulát követve kilépett a Szabadelvű Pártból és az 1905-ös választásokon az Andrássy-féle disszidensek programjával nyert parlamenti mandátumot. A csoport a választások után politikai párttá szerveződött Országos Alkotmánypárt néven. Mikor pártja egyesült a Nemzeti Munkapárttal, ő nem lépett át, hanem pártonkívüliként politizált tovább.
Az 1905–1906-os magyarországi belpolitikai válság idején életre kelt, a magyar ipar hathatósabb védelme és előmozdítása céljából az ipari és kereskedelmi szektort egyesítő (1909-től az Országos Iparegyesület osztályaként működő) Országos Iparpártoló Szövetség elnöke és az elsőben a társadalmat képviselő tulipán-mozgalom egyik meghatározó személyisége és az ebből alakult Országos Tulipánkert Szövetség elnöke volt.
Az első világháború végét követően visszavonult az aktív politizálástól, de a főrendiháznak tagja maradt.
1921 tavaszán a földreform végrehajtása során 2100 magyar holdat osztott ki Polgárdi, Jenő és Szárhegy lakói között. A zömében házhelyek juttatására kijelölt területeken új belterületi részek jöttek létre, amelyeket az érintett községek a Batthyány család tagjairól neveztek el. A Polgárdiban létrejött telepet Batthyányi Lajos unokájáról, Bálinttelepnek nevezték el. A Jenő községben kialakult belterület névadója a gróf felesége, Andrássy Ilona lett (Ilonatelep). Szárhegy határában létrejött településrész az ifjú gróf nevét vette fel (Gyulatelep).
1945 után 1951-ben bekövetkezett haláláig Polgárdiban, teljesen elvonultan élt.

## Házassága és leszármazottjai
Budán, 1882. június 23-án, feleségül vette a főnemesi csíkszentkirályi és krasznahorkai gróf Andrássy családból való csíkszentkirályi és krasznahorkai gróf Andrássy Ilona (Petronell, 1858. május 21.–Polgárdi, 1952. április 2.) kisasszonyt, akinek a szülei gróf id. Andrássy Gyula és malomvízi gróf Kendeffy Katalin (1830–1896) voltak. Az apai nagyszülei csíkszentkirályi és krasznahorkai gróf Andrássy Károly (1792–1845), országgyűlési követ, nagybirtokos, valamint szapári, muraszombati és szécsiszigeti gróf Szapáry Etelka (1798–1876) csillagkeresztes hölgy, Erzsébet királyné udvarhölgye voltak. Az anyai nagyszülei malomvízi gróf Kendeffy Ádám (1795–1834), szabadelvű politikus, földbirtokos és betleni gróf Bethlen Borbála (1800–1880) voltak. Batthyány Lajos gróf és Andrássy Ilona grófnő frigyéből született:
- gróf Batthyány Gyula Lajos (Ikervár, 1887. május 10.–Budapest, 1959. január 4.)
- gróf Batthyány Emanuela Katalin (Ikervár, 1883. április 11.– Curitiba, Brazília, 1964. december 13.). 1.f.: gróf cserneki és tarkeöi Dessewffy Emil József (Bűdszentmihály, 1873. március 19.–Királytelekpuszta, 1935. december 18.), a főrendiház örökös tagja, országgyűlési képviselő. 2.f.: herceg Hohenlohe-Waldenburg-Schillingsfürst Ferenc (Budapest, 1879. február 15.– Curitiba, Brazília, 1958. május 24.), cs. és kir. kamarás, alez., katonai attasé Szentpéterváron.

## Emlékezete
2013-ban újratemették. Földi maradványait a polgárdi temetőkápolnában helyezték el.